# San Vicente Centenario (ort)
San Vicente Centenario är en ort i Honduras.   Den ligger i departementet Departamento de Santa Bárbara, i den västra delen av landet, 150 km nordväst om huvudstaden Tegucigalpa. San Vicente Centenario ligger 302 meter över havet och antalet invånare är 2 430.
Terrängen runt San Vicente Centenario är kuperad åt nordost, men åt sydväst är den bergig. Runt San Vicente Centenario är det ganska glesbefolkat, med 23 invånare per kvadratkilometer. Närmaste större samhälle är Santa Bárbara, 6,5 km nordost om San Vicente Centenario. Omgivningarna runt San Vicente Centenario är en mosaik av jordbruksmark och naturlig växtlighet.